# Рётлин, Виктор
Виктор Рётлин (нем. Viktor Röthlin, род. 14 октября 1974 года) — швейцарский бегун на длинные дистанции, который специализировался в марафоне. Чемпион Европы 2010 года, призёр чемпионата мира 2007 года. Рекордсмен Швейцарии в марафоне (2:07:23).
На Олимпийских играх 2012 года занял 11-е место с результатом 2:12.48. На Олимпийских играх 2008 года занял 6-е место с результатом 2:10.35 (лучший результат среди бегунов не из Африки). На чемпионате мира 2007 года занял 3-е место. Чемпион Европы 2010 года и серебряный призёр чемпионата Европы 2006 года в марафоне.
Победитель Токийского марафона 2008 года с личным рекордом 2:07.23 — это также является рекордом Швейцарии.
В настоящее время владеет национальным рекордом в беге на 20 километров и марафоне.
Завершил карьеру после чемпионата Европы 2014 года в Цюрихе.

## Сезон 2012 года
В 2012 году занял пятое место в Токийском марафоне.

## Сезон 2014 года
21 июня занял 7-е место на Оломоуцком полумарафоне — 1:03.23.